# 샤바츠

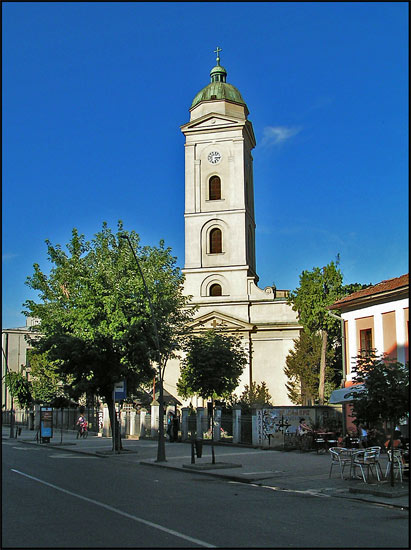
샤바츠에 있는 세르비아 정교회 성당

샤바츠(세르비아어: Шабац, Šabac)는 세르비아 서부에 위치한 도시로, 마치바 구의 행정 중심지이며 면적은 795km2, 도시 인구는 55,163명(2002년 기준), 지방 자치체 인구는 122,893명(2002년 기준)이다. 사바강과 접하고 있고 역사적 지역인 마치바 지방에 위치한다. 2007년 행정 구역 개편과 함께 시로 승격되었다.

## 인구
| 연도  | 인구    | ±% p.a. |
| ----- | ------- | ------- |
| 1948  | 75,096  | —       |
| 1953  | 82,414  | +1.88%  |
| 1961  | 94,866  | +1.77%  |
| 1971  | 107,143 | +1.22%  |
| 1981  | 119,669 | +1.11%  |
| 1991  | 123,633 | +0.33%  |
| 2002  | 122,893 | −0.05%  |
| 2011  | 115,884 | −0.65%  |
| 출처: |         |         |